# Sesamoides interrupta
Sesamoides interrupta là một loài thực vật có hoa trong họ Resedaceae. Loài này được (Boreau) G.López miêu tả khoa học đầu tiên năm 1990.